# 趙貴謙
申恭和王趙貴謙（1178年8月18日（淳熙五年七月初四）—1252年10月10日（淳祐十二年九月初六）），祖籍涿郡（今河北省保定市清苑縣）人，宋朝宗室、趙希偲子，第三代沂王繼後與第一代嗣沂王。

## 生平
趙貴謙原名趙與奭，任右監門衛大將軍，寶慶三年（1227年）賜名貴謙，授宜州觀察使，代替即帝位的宋理宗出繼沂王趙抦。紹定四年（1231年）他轉任承宣使，又在嘉熙元年（1237年）獲職保康軍節度使、封天水郡開國侯。
淳祐元年四月丁丑（1241年5月31日），趙貴謙獲封嗣沂王，加官開府儀同三司；同時宋理宗弟弟趙與芮亦獲封嗣榮王。其後，他在淳祐五年（1245年）和嗣榮王一同拜少保，到十二年（1252年）去世，贈官太傅，追封申王，諡號恭和。

## 家庭

### 祖上
- 九世祖燕懿王趙德昭
- 八世祖舒國公趙惟忠
- 七世祖楚安僖公趙從信[4]
- 六世祖北海侯趙世爽
- 五世祖贈太保趙令志
- 高祖父太忠大夫趙子湜
- 曾祖父趙伯魯
- 祖父趙師楹
- 父趙希偲
- 趙貴謙

### 妻妾
- 夫人俞氏，嘉熙四年（1240年）去世[10]

### 子女
- 趙孟隆[4]
- 趙孟猷（趙乃猷），嗣沂王[11][12]
- 趙孟礼，主管健康军[11]